# 乌尔维娅·梅伦德斯
乌尔维娅·梅伦德斯（西班牙語：Urbia Meléndez，1972年7月30日—），古巴女子跆拳道运动员。她曾代表古巴参加2000年夏季奥林匹克运动会跆拳道比赛，获得女子49公斤级银牌。